# Route nationale I-8 (Bulgarie)
La route nationale I-8 (en bulgare : Републикански път I-8) est une sud.
Elle s'étend de Kalotina, à la frontière entre la Bulgarie et la Serbie jusqu'à Kapitan Andreevo à la frontière entre la Bulgarie et la Grèce.

## Description
La route I-8 part du poste frontière de Kalotina, à la frontière entre la Bulgarie et la Serbie.
La route contourne les villes de Dragoman et Slivnitsa.
L'autoroute A6 devrait remplacer la I-8 entre Sofia et la frontière avec la Serbie.
La route I-8 rejoint le périphérique de Sofia, puis partage 6 kilomètres avec l'autoroute A1.
À Novi Han (en), la route I-8 bifurque de l'autoroute et monte jusqu'à Vakarel (en).
Ensuite, la route contourne Ihtiman et Kostenets, d'où elle longe le fleuve Maritsa.
La route I-8 passe par Pazardjik et Plovdiv.
Ensuite, la route se dirige vers Haskovo et Svilengrad.
La route se termine au poste frontière de Kapitan Andreevo.

## Tracé
| Km     | Agglomérations   | Carte interactive |
| ------ | ---------------- | ----------------- |
| 0 km   | Kalotina         |                   |
|        | Slivnitsa        |                   |
| 58 km  | Sofia            |                   |
|        | Kostenets        |                   |
|        | Septemvri (en)   |                   |
|        | Pazardzhik       |                   |
| 210 km | Plovdiv          |                   |
|        | Haskovo          |                   |
|        | Harmanli         |                   |
|        | Svilengrad       |                   |
| 386 km | Kapitan Andreevo |                   |

## Voir  aussi